# 馬奧
馬奧（Mao）是乍得西部的城市，也是加奈姆區的首府，位於撒哈拉沙漠邊緣，地貌以沙丘和稀少植被為主，居民大多數是穆斯林，市內有機場設施，2008年人口19,004。